# Claudio Guillén
Claudio Guillén Cahen fou un escriptor espanyol (París, setembre de 1924 - †Madrid, 27 de gener de 2007). Fou especialista en literatura comparada.

## Biografia
Fill del poeta Jorge Guillén i Germaine Cahen, primera esposa de Jorge Guillén, després de la Guerra Civil i quan tenia quinze anys, es va exiliar amb la seva família als Estats Units, en l'actualitat la seva germana Teresa, casada amb el crític literari Stephen Gilman, viu a Cambridge, Massachusetts. Va estudiar a Sevilla, París i en el Williams College (Estats Units), es va allistar com a voluntari en les forces del general De Gaulle durant la Segona Guerra Mundial i entre 1943 i 1946 va estar a l'Àfrica del Nord i en el front de l'est de França durant l'avanç de les tropes aliades.
Va tenir com a mestres intel·lectuals republicans com Francisco García Lorca (germà del poeta), Josep Ferrater i Mora i Joaquín Casalduero, però també a Werner Wilhelm Jaeger i Amado Alonso. Es va doctorar a Harvard el 1953 i es va especialitzar en literatura comparada.
Fou catedràtic de literatura a les universitats de San Diego (1965-1976), Princeton i Hardvard (1978-1985). Va dictar cursos, seminaris i conferències als Estats Units, Xina, l'antiga URSS i diversos països de l'Est d'Europa. Ha estat professor visitant a Alemanya, Itàlia i Brasil, entre altres països. Va escriure un centenar d'articles principalment sobre la novel·la i la poesia del segle xvi, la poesia del XX, la teoria dels gèneres i la de la història literària, abans de tornar a espanya el 1982, com a catedràtic extraordinari de la Universitat Autònoma de Barcelona.
Va rebre el Premio Nacional de Literatura (Assaig) el 1999, gràcies a la seva obra Múltiples moradas. El 23 de març de 2002 fou elegit membre de la Real Academia Española, a la qual ingressà el 2003.
Afectat per una malaltia cardíaca, el va sorprendre la mort a Madrid el 27 de gener de 2007 als 82 anys, quan preparava l'edició de l'Epistolari del seu pare Jorge Guillén i tot just havia acabat un volum sobre Goethe. Està enterrat al Cementiri Civil de Madrid.

## Premis
- Premi Nacional d'Assaig el 1999.
- Premi Internacional d'ensaig 'Caballero Bonald' el 2005.

## Obres
- Entre lo uno y lo diverso (1985)
- Teoría de la historia literaria (1989)
- El sol de los desterrados(1995)
- Múltiples moradas (1998)
- Entre el saber y el conocer (2001)
- Desde el asombro. Sobre los Albertis. Tres poemas de Lorca (2004)